# ISO 3166-2:AL
ISO 3166-2:AL là chuẩn ISO định nghĩa mã địa lý. Nó là tập con của ISO 3166-2 áp dụng cho Albania.
Nó gồm 36 rrethe (quận).
Các quận được nhóm lại thành qark (hạt), và không có mã.

## Thư thông tin
- ISO 3166-2:2002-05-21
- ISO 3166-2:2004-03-08

## Mã
| AL-BR | Berat          |
| AL-BU | Bulqizë        |
| AL-DI | Dibër          |
| AL-DL | Delvinë        |
| AL-DR | Durrës         |
| AL-DV | Devoll         |
| AL-EL | Elbasan        |
| AL-ER | Kolonjë        |
| AL-FR | Fier           |
| AL-GJ | Gjirokastër    |
| AL-GR | Gramsh         |
| AL-HA | Has            |
| AL-KA | Kavajë         |
| AL-KB | Kurbin         |
| AL-KC | Kuçovë         |
| AL-KO | Korçë          |
| AL-KR | Krujë          |
| AL-KU | Kukës          |
| AL-LB | Librazhd       |
| AL-LE | Lezhë          |
| AL-LU | Lushnjë        |
| AL-MK | Mallakastër    |
| AL-MM | Malësi e Madhe |
| AL-MR | Mirditë        |
| AL-MT | Mat            |
| AL-PG | Pogradec       |
| AL-PQ | Peqin          |
| AL-PR | Përmet         |
| AL-PU | Pukë           |
| AL-SH | Shkodër        |
| AL-SK | Skrapar        |
| AL-SR | Sarandë        |
| AL-TE | Tepelenë       |
| AL-TP | Tropojë        |
| AL-TR | Tirana         |
| AL-VL | Vlorë          |

| Berat          | AL-BR |
| Bulqizë        | AL-BU |
| Delvinë        | AL-DL |
| Devoll         | AL-DV |
| Dibër          | AL-DI |
| Durrës         | AL-DR |
| Elbasan        | AL-EL |
| Kolonjë        | AL-ER |
| Fier           | AL-FR |
| Gjirokastër    | AL-GJ |
| Gramsh         | AL-GR |
| Has            | AL-HA |
| Kavajë         | AL-KA |
| Kurbin         | AL-KB |
| Kuçovë         | AL-KC |
| Korçë          | AL-KO |
| Krujë          | AL-KR |
| Kukës          | AL-KU |
| Librazhd       | AL-LB |
| Lezhë          | AL-LE |
| Lushnjë        | AL-LU |
| Malësi e Madhe | AL-MM |
| Mallakastër    | AL-MK |
| Mat            | AL-MT |
| Mirditë        | AL-MR |
| Peqin          | AL-PQ |
| Përmet         | AL-PR |
| Pogradec       | AL-PG |
| Pukë           | AL-PU |
| Shkodër        | AL-SH |
| Skrapar        | AL-SK |
| Sarandë        | AL-SR |
| Tepelenë       | AL-TE |
| Tropojë        | AL-TP |
| Tirana         | AL-TR |
| Vlorë          | AL-VL |